# Kakadu naholící
Kakadu naholící (Cacatua sanguinea) je bílý kakadu rozšířený na velkém území Austrálie a na jihu Nové Guiney.

## Systematika
Druh formálně popsal anglický přírodovědec John Gould v roce 1843. Druhové jméno sanguinea pochází z latinského sanguineus („krvavý“). Rozeznává se hned 5 poddruhů s následujícím rozšířením:
- C. s. transfreta Mees, 1982 – jižní Nová Guinea;
- C. s. sanguinea Gould, 1843 – severovýchodní Západní Austrálie až severovýchod Severního teritoria;
- C. s. westralensis (Mathews, 1917) – středozápad Severního teritoria;
- C. s. gymnopis Sclater, PL, 1871 – od středního Severního teritoria po středovýchodní Queensland, jihovýchod Severního teritoria, Tasmánie;
- C. s. normantoni (Mathews, 1917) – Yorský poloostrov a severovýchodní Queensland.

## Výskyt
Tento papoušek se vyskytuje hlavně na západě, severu a jihovýchodě Austrálie. Menší populace se objevuje i v Tasmánii a na jihu Nové Guineje. Hnízdní stanoviště utváří říční lesy v blízkosti stálezelených luk nebo zemědělských ploch. Mimohnízdní biotop je značně variabilní a zahrnuje křovinaté podrosty (mj. blahovičníkové a akáciové křoviny), travnaté biotopy, mangrovy i obhospodařované oblasti, jako jako rýžová pole a v některých oblastech i příměstské a městské prostředí.

## Popis

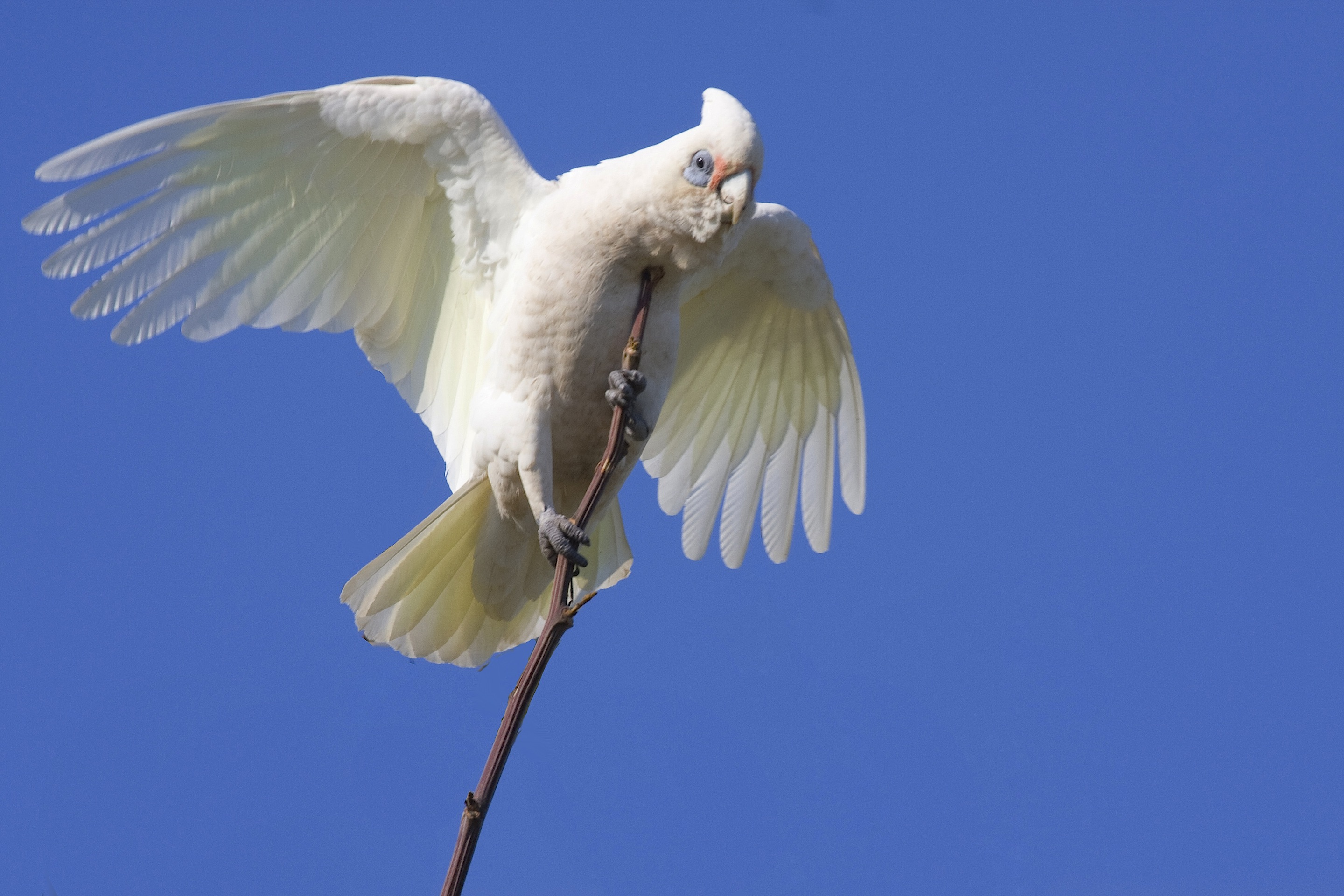
Kakadu naholící s odhalenými nažloutlými částmi opeření pod křídly a na spodních ocasních krovkách

Dorůstá 35–42 cm. Většina opeření včetně chocholky je bílá. Uzdička (oblast mezi okem a zobákem) je narůžovělá až světle červená. Spodní strana křídla a spodní krovky ocasní jsou místy nažloutlé. Zobák je bílošedý, neopeřený oční kroužek šedomodrý, duhovky černohnědé, nohy šedé. Samec i samice vypadají stejně.

## Biologie
Jedná se o typicky společenský ptačí druh, který může tvořit i několika tisícová hejna, která společně hřadují na stromech. Kakadu naholící s oblibou ze stromů slupuje zobákem kůru, takže v případě obrovského hejna hřadujícího na stromě s odhaleným světlým kmenem to vypadá, jakoby celý strom byl bílý. Nezřídka se mísí s jinými druhy příbuzných ptáků, v Austrálii nejčastěji s kakaduy růžovými. Kontaktní volání představuje skřípavé opakované u-irup nebo ui-ri-rup. Při vyrušení se ozývá drsným sčááájr.
Jedná se o stálý druh, i když může podnikat místní přesuny za potravou. Krmí se na zemi i ve stromovém baldachýnu. Požírá různá semena včetně těch obilných, ořechy, ovoce, bobule, květy, kořínky, pupeny i hmyz a larvy.

### Hnízdění

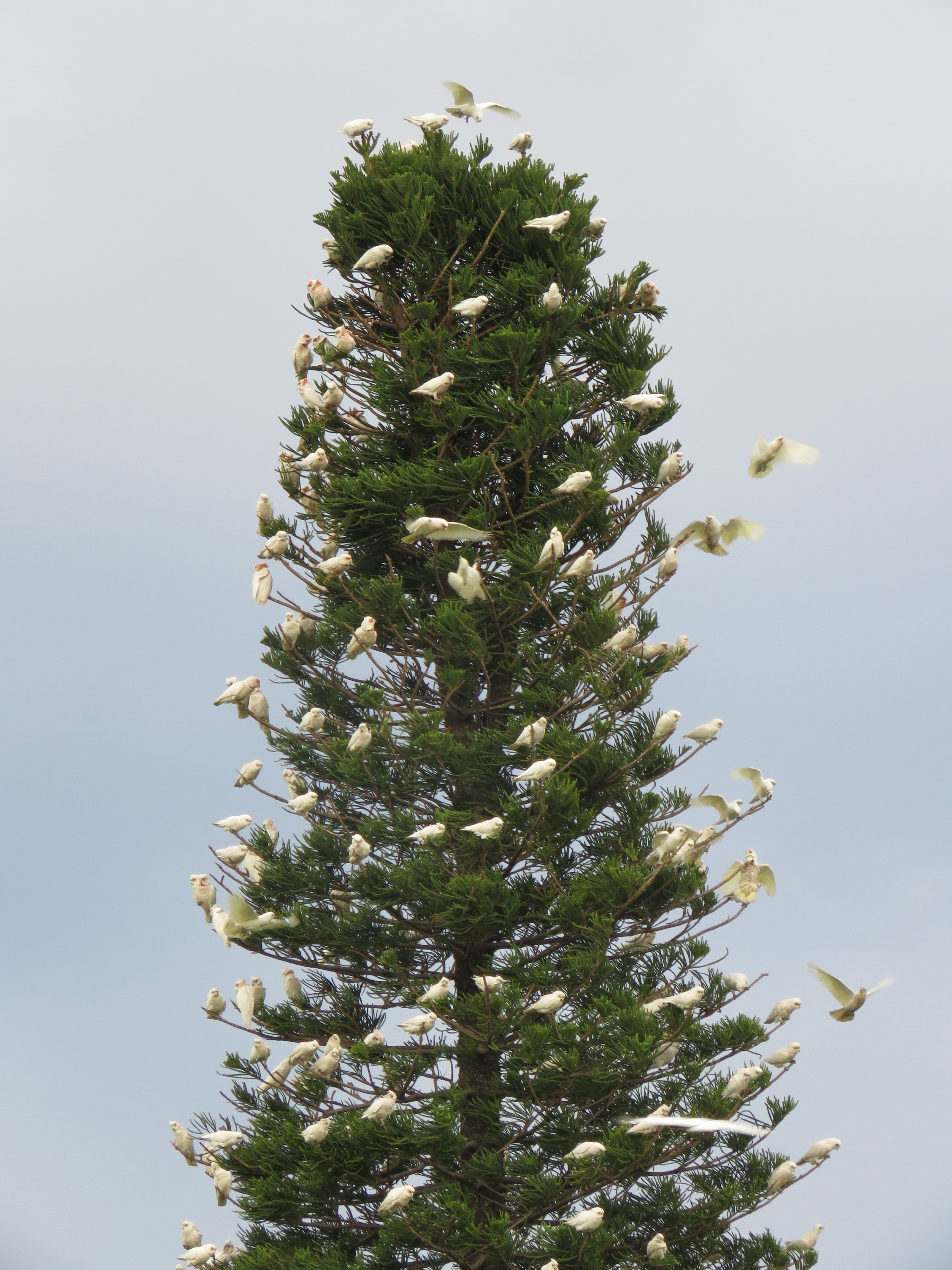
Strom obsypaný kakaduy naholícími (Perth, Austrálie)

Doba zahnízdění závisí na oblasti. Např. v Austrálii to je na severu nejčastěji mezi květnem a říjnem, na jihu mezi srpnem a prosincem. Na rozdíl od mimohnízdního období je kakadu naholící v době hnízdění velmi tichý. Utváří dlouhodobé, snad až trvalé páry s vysokou věrností hnízdištím. Hnízdí v dutinách vzrostlých stromů, často blahovičníků, vzácněji bylo zahnízdění zpozorováno i ve skalních puklinách nebo v termitištích. Samice klade nejčastěji 2–3 (interval 1–4) bílých vajec. Typicky vyvádí 2 mláďata na jednu snůšku. Může vyvést i 2 až 3 snůšky ročně.

## Vztah k lidem

### Chov
Jedná se o poměrně často chovaný druh, který podobně jako ostatní kakaduové vyžaduje pravidelný přísun nových větví na okus. Na rozdíl od některých příbuzných kakaduů není tolik hlučný.

### Ohrožení
Mezinárodní svaz ochrany přírody považuje tohoto kakadua za málo dotčený druh s početnou, byť početně nespecifikovanou populací se vzestupným populačním trendem. V některých oblastech Austrálie jsou kakaduové naholící považování za škůdce, co požírají pěstované plodiny a občas způsobují škody na majetku (např. okusováním pouličních lamp). V roce 2019 došlo k medializovanému případu otravy, kdy neznámý pachatel v Adelaide otrávil hejno kakaduů naholících a kakaduů tenkozbých, kteří ve velkém začali padat ze stromů. Otráveno bylo asi 60 ptáků, z nichž pouze několik bylo kakaduů naholících. V Jižní Austrálii je druh považován za nechráněnou domorodou faunu (unprotected native fauna), což dává vlastníkům pozemků právo kakaduy naholící odstřelit bez povolení. Po povolení je možné je hubit plynem nebo jedem.